# إيزوفلافون

إيزوفلافون (بالإنجليزية: Isoflavones) هو مادة نباتية المصدر يقوم بعمل هرمون الإستروجين داخل الجسم فتقوم بتعويض نقص الهرمون الذي يحدث في سن اليأس فتختفى معها تماما كل الأعراض المزعجة لهذا السن علاوة على كفاءته كمضاد للأكسدة، مما يقى من كثير من الأمراض في تلك المرحلة العمرية.

## التواجد
الموجودة داخل حبوب الصويا، كالفاصوليا واللوبيات.

## الوظيفة
بعض الدراسات تشير إلى أن استهلاك الأغذية الغنية بالإيزوفلافون تؤدي إلى انخفاض معدلات انقطاع الطمث. كما يستخدم الإيزوفلافون كالمكملات الغذائية التي تترافق مع الحد من الهبات الساخنة لدى النساء بعد سن اليأس وتساعد في الحفاظ على شعر الرأس والحاجبين ويمنع تساقطه. وكما يساهم في تنشيط الأعصاب الحساسة وبدوره يقوم برفع معدل نمو (الأنسولين) المساعد في تنامي الشعر لدى الإنسان بصفة عامة والمرأة بصفة خاصة.